# بويان ماركوفيتش
بويان ماركوفيتش (12 نوفمبر 1985 في البوسنة والهرسك - ) هو لاعب كرة قدم بوسني في مركز الوسط. شارك مع منتخب البوسنة والهرسك تحت 21 سنة لكرة القدم. أما مع النوادي، فقد لعب مع نادي بوراتس بانيا لوكا ونادي بوليتكنيكا ياشي ونادي هبوعيل بئر السبع وسلافيا سراييفو ‏ وRavan Baku FK ‏ ونادي بانسيريكوس وFK Rudar Ugljevik ‏ ونادي سيليك زينيكا وFK Mladost Velika Obarska ‏ وسبارتاك نالتشيك.

## وصلات خارجية
- بويان ماركوفيتش على موقع قاعدة بيانات كرة القدم.إي يو (الإنجليزية)
- بويان ماركوفيتش على موقع Soccerway.com (الإنجليزية)
- بويان ماركوفيتش على موقع عالم كرة القدم.نت (الإنجليزية)